# Katar az olimpiai játékokon
Katar eddig összesen kilenc, 1984 óta minden nyári olimpiai játékokon képviseltette magát, de egyetlen téli sportünnepen sem vett még részt.
A Katari Olimpiai Bizottság 1979-ben alakult meg, a NOB 1980-ban vette fel tagjai közé.

## Érmesek
| Érem  | Név                          | Olimpia              | Sport          | Versenyszám      |
| ----- | ---------------------------- | -------------------- | -------------- | ---------------- |
| Bronz | Mohammed Szulejmán           | 1992, Barcelona      | Atlétika       | Férfi 1500 m     |
| Bronz | Szaíd Szaíf Aszád            | 2000, Sydney         | Súlyemelés     | Férfi 105 kg     |
| Ezüst | Mutaz Essa Barshim           | 2012, London         | Atlétika       | Férfi magasugrás |
| Bronz | Nászer el-Attija             | 2012, London         | Sportlövészet  | Férfi skeet      |
| Ezüst | Mutaz Essa Barshim           | 2016, Rio de Janeiro | Atlétika       | Férfi magasugrás |
| Arany | Mutaz Essa Barshim           | 2020, Tokió          | Atlétika       | Férfi magasugrás |
| Arany | Fares Ibrahim                | 2020, Tokió          | Súlyemelés     | Férfi 96 kg      |
| Bronz | Ahmed Tijan Cherif Younousse | 2020, Tokió          | Strandröplabda | Férfi            |
| Bronz | Mutaz Essa Barshim           | 2024, Párizs         | Atlétika       | Férfi magasugrás |

## Éremtáblázatok

### Érmek a nyári olimpiai játékokon
| Olimpia              | Arany | Ezüst | Bronz | Összesen |
| 1984, Los Angeles    | 0     | 0     | 0     | 0        |
| 1988, Szöul          | 0     | 0     | 0     | 0        |
| 1992, Barcelona      | 0     | 0     | 1     | 1        |
| 1996, Atlanta        | 0     | 0     | 0     | 0        |
| 2000, Sydney         | 0     | 0     | 1     | 1        |
| 2004, Athén          | 0     | 0     | 0     | 0        |
| 2008, Peking         | 0     | 0     | 0     | 0        |
| 2012, London         | 0     | 1     | 1     | 2        |
| 2016, Rio de Janeiro | 0     | 1     | 0     | 1        |
| 2020, Tokió          | 2     | 0     | 1     | 3        |
| 2024, Párizs         | 0     | 0     | 1     | 1        |
| Összesen             | 2     | 2     | 5     | 9        |

## Érmek sportáganként

### Érmek a nyári olimpiai játékokon sportáganként
| Katar érmei a nyári olimpiai játékokon sportáganként | Katar érmei a nyári olimpiai játékokon sportáganként | Katar érmei a nyári olimpiai játékokon sportáganként | Katar érmei a nyári olimpiai játékokon sportáganként | Az olimpiai zászlaja |

| Sportág       | Arany | Ezüst | Bronz | Összesen |
| ------------- | ----- | ----- | ----- | -------- |
| Atlétika      | 1     | 2     | 2     | 5        |
| Súlyemelés    | 1     | 0     | 1     | 2        |
| Röplabda      | 0     | 0     | 1     | 1        |
| Sportlövészet | 0     | 0     | 1     | 1        |
| Összesen      | 2     | 2     | 5     | 9        |